# Ora IQ
ORA iQ — електричний кросовер, який випускається автовиробником Great Wall Motors під маркою електромобілів ORA.

## Історія

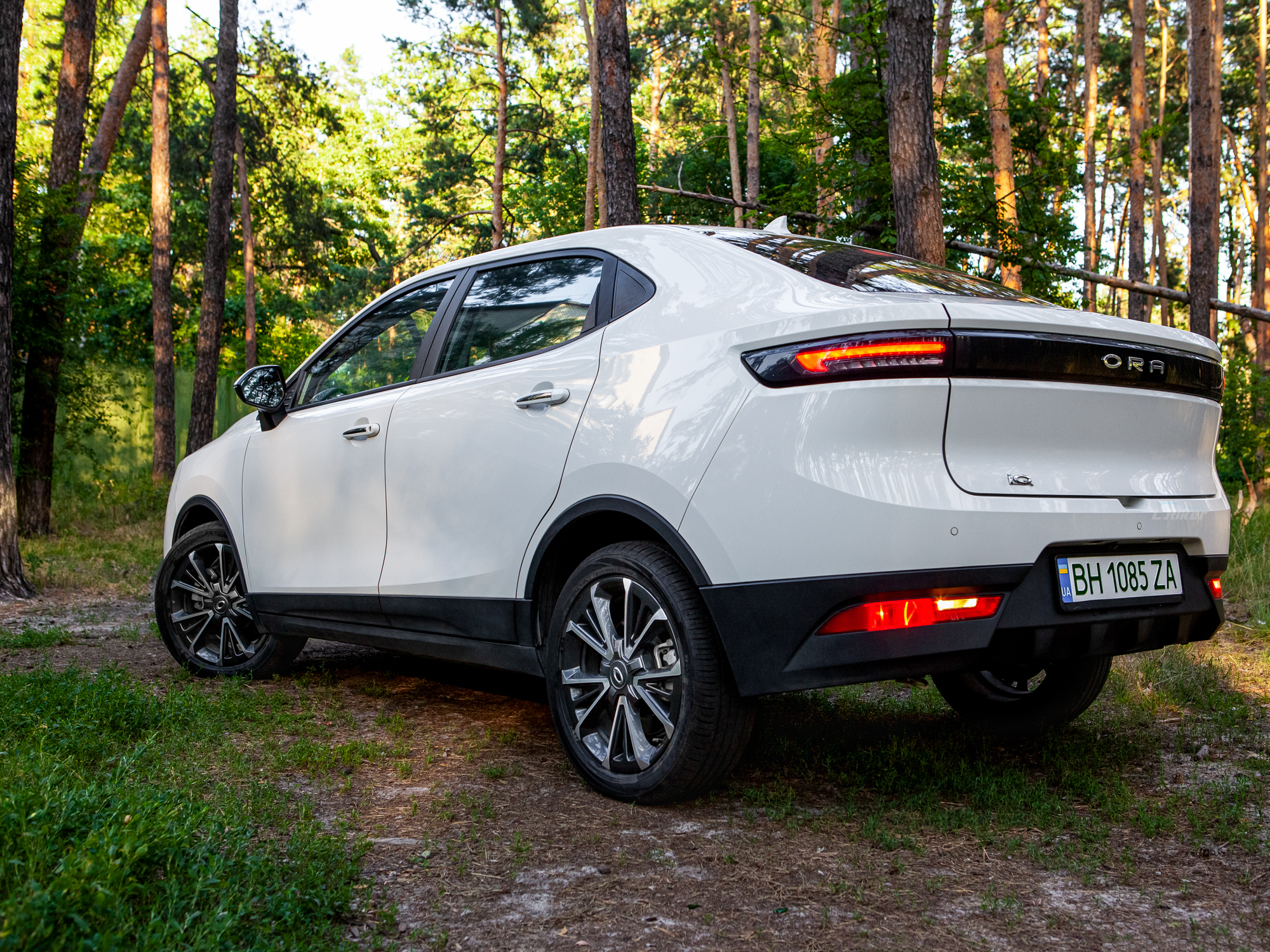
Ora IQ вигляд ззаду

У травні 2018 року компанія Great Wall Motors оголосила про запуск нового бренду електромобілів Ora. Під цим брендом компанія випускає автомобілі виключно на електричній тязі. Першою моделлю стала компактна модель iQ, що поєднує в собі риси кросовера з кузовом седан.

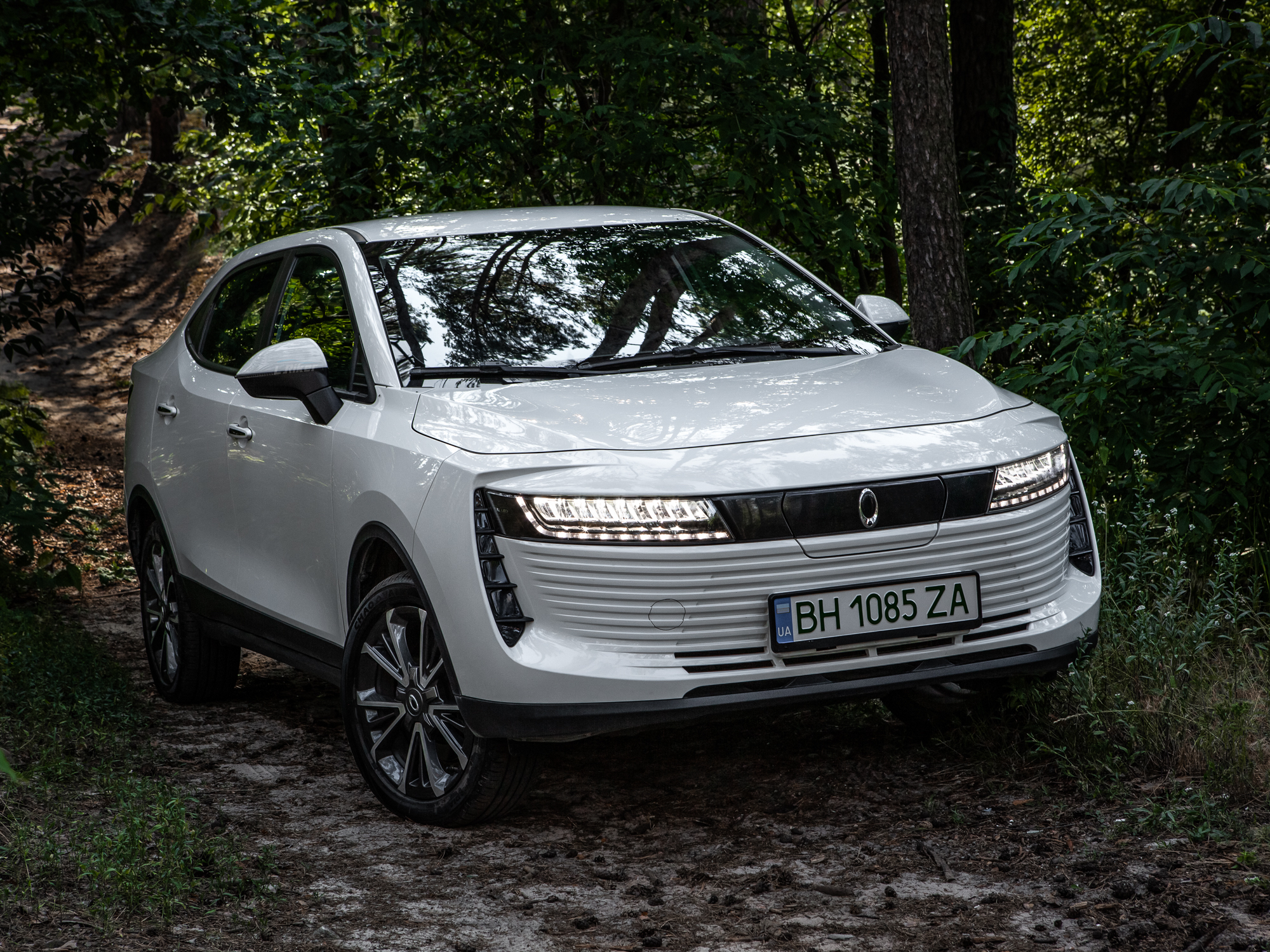
Ora IQ вигляд спереду

Виразною особливістю авто стали видовжені горизонтальні фари з вирізами по краях крил, які надали йому агресивного вигляду, а також довгі цілісні задні ліхтарі, що проходять по всій ширині кузова.

## Початок продажів
IQ був розроблений для ринку материкового Китаю і почав продаватися у серпні 2018 року. У перший повний рік продажу, 2019-й, Ora продала 10 300 одиниць iQ. А з 2021 року представлений на ринку України.

## Характеристики

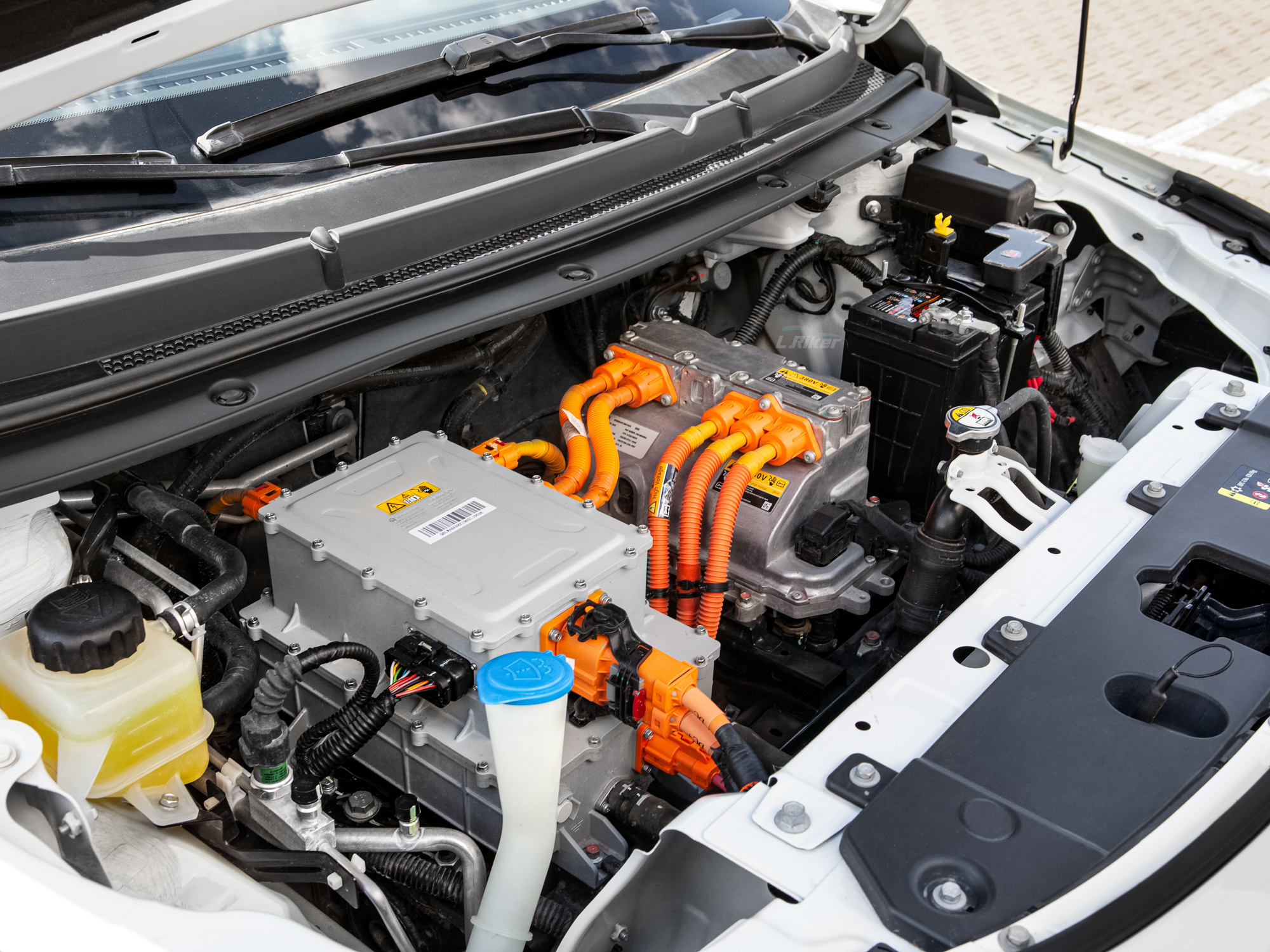
Ora IQ підкапотний простір

IQ — це електричний кросовер з ємністю акумулятора від 47 до 54 кВт·год залежно від комплектації.
Автомобіль розвиває швидкість 100 км/год за 7,7 секунди, розганяється максимум до 150 км/год і розвиває 163 к. с. при 280 Н·м максимального крутного моменту.